# Kabinett Manteuffel
Das Kabinett Manteuffel bildete vom 4. Dezember 1850 bis 6. November 1858 das von König Friedrich Wilhelm IV. berufene hochkonservative Staatsministerium. Die Amtszeit des Kabinetts war durch die Reaktionsära gekennzeichnet.
| Amt                                                    | Name |
| ------------------------------------------------------ | --- |
| Ministerpräsident, Äußeres                             | Otto Theodor von Manteuffel, ab 4. Dezember 1850 (interim), ab 19. Dezember 1850 (definitiv) |
| Finanzen                                               | Rudolf von Rabe, 4. Dezember 1850 – 23. Juli 1851 Carl von Bodelschwingh, ab 23. Juli 1851 |
| Geistliche, Unterrichts- und Medizinal-Angelegenheiten | Adalbert von Ladenberg, 4. – 19. Dezember 1850 (Wahrnehmung der Geschäfte) Karl Otto von Raumer, ab 19. Dezember 1850 |
| Handel, Gewerbe und öffentliche Arbeiten               | August von der Heydt |
| Justiz                                                 | Ludwig Simons |
| Inneres                                                | Otto Theodor von Manteuffel, 4. – 19. Dezember 1850 Ferdinand von Westphalen, 19. Dezember 1850 – 7. Oktober 1858 Eduard Flottwell, ab 7. Oktober 1858 |
| Landwirtschaft                                         | Otto Theodor von Manteuffel, 4. – 19. Dezember 1850 (interim) (als Innenminister) Ferdinand von Westphalen, 19. Dezember 1850 – 16. Oktober 1854 (als Innenminister) Karl Otto von Manteuffel, ab 16. Oktober 1854 |
| Krieg                                                  | August von Stockhausen, 4. Dezember 1850 – 31. Dezember 1851 Alexander von Wangenheim, 31. Dezember 1851 – 13. Januar 1852 (Wahrnehmung der Geschäfte) Eduard von Bonin, 13. Januar 1852 – 5. Mai 1854 Alexander von Wangenheim, 5. Mai – 3. August 1854 (Wahrnehmung der Geschäfte) Friedrich von Waldersee, ab 3. August 1854 |